# فیلم سیمپسون‌ها
فیلم سیمپسون‌ها (The Simpsons Movie) کارتونی کمدی بر اساس سریال‌های پیشین سیمپسون‌ها است.

## داستان
گروه موسیقی «گرین دِی» در کنار دریاچه اسپرینگ‌فیلد کنسرت برگزار می‌کنند اما نمی‌توانند حضار را مجاب کنند که به صحبت دربارهٔ محیط زیست کنند. وقتی آلودگی‌های دریاچه قایق‌های آن‌ها را بساید و موجب غرق شدنشان شود، آن‌ها سرانجام کشته خواهند شد. در یک تعامل ذهنی، گرامپا (پدر بزرگ، آبراهام سیمپسون) مثل اینکه به بصیرتی دست یافته و از سرنوشت اسپرینگ‌فیلد خبر می‌دهد.اما در این میان فقط مارج آن را جدی می‌گیرد. لیزا و پسری ایرلندی به نام کولین که به تازگی عاشق همدیگر شده‌اند، یک سمینار برای متقاعد کردن مردم شهر برای پاک‌سازی دریاچه برگزار می‌کنند. در این مواقع، هومر، این شخصیت معروف جهان، یک خوک را می‌خرد که موجب فراموش پسرش بارت می‌شود که مرتب خانه ند را و طرز رفتار پدر و مادر با بچه‌ها را دید می‌زند. هومر مدفوع‌های خوک را در یک سیلوی انباشته می‌کند، که مارج را به وحشت می‌اندازد و او می‌گوید برایش جای امن دیگری ترتیب بدهد. با این وجود، در عوض هومر دیوانه وار سیلو را، در دریاچه می‌ریزد، و به صورت بحرانی آن را آلوده می‌کند. لحظاتی بعد، پرش‌هایی شبیه راسو در دریاچه و شدیداً تغییرش می‌دهند. کمی بعد، فلاندرز (ند) و بارت موش‌خرما را در طول یک راه‌پیمایی کشف می‌کنند و سازمان حفاظت از محیط زیست آن را گیر می‌اندازد. راس کارگیل، رئیس سازمان حفاظت از محیط زیست، پنج پیشنهاد به رئیس‌جمهور شوارتزنگر ارائه می‌دهد، کسی که ناگهان سد شیشه‌ای اسپرینگ فیلد را می‌سازد و حفاظت این شهر را ادامه می‌دهد. وقتی که پلیس، سیلوی هومر را در دریاچه کشف می‌کند، یک جمعیت عصبانی به خانه سیمپسون‌ها نزدیک می‌شوند. خانواده از میان یک گودال فاضلاب در قالب شنی مگی فرار می‌کنند و به آلاسکا می‌روند. ترکهایی در سد شروع به پدیدار شدن می‌کنند و کارگیل نمی‌خواهد خبر این کار او جایی درز کند، و برای خراب کردن اسپرینگ فیلد نقشه‌هایی می‌کشد. سیمپسون‌ها یک آگهی برای یک گرند کانیون جدید می‌بینند، برای جایی که اکنون اسپرینگ فیلد است. مارج و بچه‌ها تصمیم می‌گیرند بروند شهر و آن را نجات دهند، اما هومر امتناع می‌کند که کمک بکند مردمی را که سعی کرده بوده وی و خانواده اش را بکشند. آن‌ها او را رها می‌کنند اما به وسیله سازمان حفاظت از محیط زیست گیر می‌افتند و دوباره به پشت سد شیشه‌ای بازگردانده می‌شوند. پس از یک دیدار از یک کشیش جادوگر مرموز اسکیمو، هومر یک تجلی الهی پیدا می‌کند که او شهر را باید نجات دهد تا خودش را نیز نجات داده باشد. بنابراین، او قدم در این راه می‌گذارد. وقتی او می‌رسد، یک هلیکوپتر بمبی را بر فراز سد با یک طناب رها می‌کند. هومر به بالای سد می‌رود و طناب را پایین می‌آورد، شهروندان را خبر می‌دهد که فرار کنند و پس از آن بمب را بیرون می‌اندازد. هومر بمب و یک موتورسیکلت را قاپ می‌زند. پس از ملحق شدن بارت، آن‌ها بالای طرف سد را نگاهی می‌اندازند و بارت ثانیه‌هایی قبل از انفجار بمب را به درون سوراخی می‌اندازد. بمب سد را درهم می‌شکند و منفجر می‌شود. شهر هومر را ستایش می‌کنند، که با با افتخار بر روی موتورسیکلت همراه مارج به سمت غروب آفتاب می‌رود. شهروندان اسپیرینگ فیلد شروع دوباره‌ای به زندگی عادی خود خواهند داشت...